# Trận Starobilsk
Trận Starobilsk là một cuộc giao tranh quân sự liên tục bắt đầu vào ngày 25 tháng 2 năm 2022, trong Nga xâm lược Ukraina 2022, như một phần của Cuộc tấn công miền Đông Ukraina.

## Bối cảnh
Starobilsk (Tiếng Ukraina: Старобільськ, Tiếng Nga: Старобельск) là một thành phố gần Luhansk ở Tỉnh Luhansk, Ukraina. Nó phục vụ như là trung tâm hành chính của Starobilsk Raion. Con sông Aidar chạy về phía tây của trung tâm thành phố, tạo ra một chướng ngại vật tự nhiên.

## Chiến sự
Các cuộc đụng độ ban đầu gần Starobilsk được báo cáo vào ngày 24 tháng 2 năm 2022. Vào ngày 25 tháng 2 năm 2022, Lực lượng vũ trang Ukraine tuyên bố đã tiêu diệt một cột quân Nga chuẩn bị vượt sông Aidar. Thành phố đã bị thiệt hại nặng nề bởi các xà lan pháo của Nga rót vào.